# 3058 Delmary
A 3058 Delmary (ideiglenes jelöléssel 1981 EO17) a Naprendszer kisbolygóövében található aszteroida. Schelte J. Bus fedezte fel 1981. március 1-én.